# Polisur
Polisur es una empresa fabricante de productos de moldeo fabricados con EPS (Airpop) fundada en 1984 en Lepe, provincia de Huelva, por el empresario lepero José Luis Fernández. En 2019 comenzó la producción de las neveras Polarbox, que ha convertido a la empresa en el mayor productor de neveras de playa de España y Portugal. En diciembre de 2021 exportaba este producto a 30 países.

## Historia
La empresa comenzó su producción en 1984. El 26 de noviembre de 1997, un incendio destruyó la nave de Polisur y otras cercanas, aunque la escasez de viento evitó que peligrasen casas habitadas.
Ya en 2019 su sede en Lepe era la mayor planta de Andalucía para la fabricación de envases termoformados En ese año lograba abastecer a cerca del 25% de la demanda de tarrinas de plástico de las empresas de frutas de la provincia de Huelva, mercado dominado antes por la importación de material desde el extranjero.
En primavera de 2021 abrió su sede en Estados Unidos, con la intención de duplicar su facturación en los cinco años siguientes, apoyados por el éxito de las neveras Polarbox.
Polisur ha recibido diferentes subvenciones públicas para el fomento de su actividad empresarial y su capacidad de producción.